# Xoanodera asphyxa
Xoanodera asphyxa là một loài bọ cánh cứng trong họ Cerambycidae.